# Lê Thị Thủy
Lê Thị Thủy (sinh ngày 7 tháng 1 năm 1964 tại Nghệ An) là một chính khách Việt Nam. Bà hiện là Ủy viên Ban Chấp hành Trung ương Đảng Cộng sản Việt Nam khoá XIII, Phó Bí thư Đảng ủy Chính phủ (nhiệm kỳ 2020 - 2025).
Năm 2016, bà được Trung ương đề cử và trúng cử Đại biểu Quốc hội Việt Nam khóa XIV ở đơn vị bầu cử số 2 của tỉnh Hải Dương, gồm thành phố Hải Dương và các huyện: Nam Sách, Thanh Hà với số phiếu 276.278 phiếu, tỷ lệ phiếu bầu là 75,43%.

## Thân thế
Bà sinh ngày 7 tháng 1 năm 1964 tại xã Diễn Hạnh, huyện Diễn Châu, tỉnh Nghệ An.
Bà được kết nạp Đảng Cộng sản Việt Nam vào ngày 04/3/1993.

## Giáo dục
- Giáo dục phổ thông: 10/10[2]
- Đại học Luật chuyên ngành Luật Kinh tế[2]
- Thạc sĩ Luật[2]
- Bằng cao cấp lí luận chính trị[2]

## Sự nghiệp

### Tỉnh Nghệ An
- Từ 1986 đến 1989: Giảng viên trường hành chính tỉnh Nghệ An.
- Từ 1989 đến 1992: Giảng viên trường Quản lý Nhà nước tỉnh Nghệ An.
- Từ 06/1992 đến 12/1996: Giảng viên trường Chính trị tỉnh Nghệ An.
- Từ 08/1992 đến 08/1997: Đại biểu Quốc hội khóa IX.
Bà gia nhập Đảng Cộng sản Việt Nam vào ngày 4 tháng 3 năm 1993.
- Từ 1992 đến 2001: Luật sư Đoàn luật sư tỉnh Nghệ An.
- Từ 01/1997 đến 7/2000: Chuyên viên Tổ cơ chế chính sách- Văn phòng UBND tỉnh Nghệ An
- Từ 8/2000 đến 02/2001: Chuyên viên chính, Tổ Tổng hợp, Văn phòng UBND tỉnh Nghệ An
- Từ 03/2001 đến 07/2004: Phó chánh Thanh tra tỉnh Nghệ An.
- Từ 08/2004 đến 10/2005: Phó bí thư thường trực Huyện ủy Hưng Nguyên.
- Từ 11/2005 đến 12/2005: Phó Chủ nhiệm Ủy ban Kiểm tra Tỉnh ủy Nghệ An
- Từ 01/2006 đến 10/2008: Ủy viên Ban Thường vụ Tỉnh ủy, Chánh thanh tra tỉnh Nghệ An.
- Từ 11/2008 đến 10/2010: Ủy viên Ban Thường vụ Tỉnh ủy, Chủ nhiệm Ủy ban Kiểm tra Tỉnh ủy Nghệ An.

### Thanh tra Chính phủ
- Từ 11/2010 đến 7/2015: Ủy viên Ban Cán sự Đảng, Phó Tổng Thanh tra Chính phủ.
- Từ 8/2015 đến 01/2016: Ủy viên Ban Cán sự Đảng, Phó Tổng Thanh tra Chính phủ; Bí thư Đảng ủy Thanh tra Chính phủ.
- Từ 01/2016 đến 08/2016: Ủy viên Ban Chấp hành Trung ương Đảng, Phó Tổng Thanh tra Chính phủ, Bí thư Đảng ủy Thanh tra Chính phủ.

### Ủy ban Kiểm tra Trung ương
- Từ 08/2016 đến 21/07/2019: Ủy viên Ban Chấp hành Trung ương Đảng, Phó Chủ nhiệm Ủy ban Kiểm tra Trung ương 

### Tỉnh ủy Hà Nam
- Từ 21/07/2019 đến nay: Ủy viên Ban Chấp hành Trung ương Đảng, Bí thư Tỉnh ủy Hà Nam nhiệm kỳ 2015–2020.
- Ngày 27 tháng 9 năm 2019, Văn phòng Quốc hội vừa công bố những nghị quyết về nhân sự của Ủy ban Thường vụ Quốc hội. Tại Nghị quyết 766/NQ-UBTVQH14, UB Thường vụ Quốc hội quyết nghị bà Lê Thị Thủy chuyển sinh hoạt từ đoàn ĐBQH tỉnh Hải Dương đến đoàn ĐBQH tỉnh Hà Nam.
- Ngày 02/07/2021, HĐND tỉnh Hà Nam khóa XIX, nhiệm kỳ 2021-2026 đã khai mạc kỳ họp thứ nhất. Bà Lê Thị Thủy, Ủy viên Trung ương Đảng, Bí thư Tỉnh ủy, Trưởng đoàn ĐBQH tỉnh khóa XIV được bầu giữ chức Chủ tịch HĐND tỉnh khóa XIX.
- Ngày 14/02/2025, Văn phòng Trung ương Đảng đã có Văn bản số 13402-CV/VPTW thông báo ý kiến của Bộ Chính trị về việc bà Lê Thị Thủy, Ủy viên Trung ương Đảng, Phó Bí thư chuyên trách Đảng ủy Chính phủ, Bí thư Tỉnh ủy, Chủ tịch HĐND tỉnh Hà Nam thôi tham gia Ban Chấp hành, Ban Thường vụ Tỉnh ủy và thôi giữ chức Bí thư Tỉnh ủy nhiệm kỳ 2020-2025; thôi giữ chức Chủ tịch HĐND tỉnh nhiệm kỳ 2021-2026.

### Phó Bí thư Đảng ủy Chính phủ nhiệm kỳ 2020 - 2025
- Ngày 3/2/2025, tại Trụ sở Trung ương Đảng, Thường trực Ban Bí thư đã tổ chức Hội nghị công bố Quyết định của Bộ Chính trị về việc thành lập, chỉ định nhân sự của 4 Đảng bộ trực thuộc Trung ương, trong đó có Đảng bộ Chính phủ. Đồng chí Lê Thị Thủy, Ủy viên Trung ương Đảng, Bí thư Tỉnh ủy Hà Nam được chỉ định giữ chức Phó Bí thư Đảng ủy Chính phủ nhiệm kỳ 2020 - 2025.